# Sergio Rodríguez Prieto
Sergio Rodríguez Prieto (n. Madrid; 1976) es escritor en idioma español. Autor de novelas, relatos y poesía.

## Biografía
Es licenciado en Derecho por la Universidad Autónoma de Madrid y experto en Derecho Público Europeo por el Instituto de Estudios Europeos de la Universidad Libre de Bruselas, ciudad donde residió varios años.
Durante su estancia en Bélgica realizó una selección y traducción de poesía belga contemporánea que le permitió entrar en contacto y traducir al castellano a poetas como Carl Norac, Eric Brogniet, Yves Namur o Carino Bucciarelli.
Ha sido galardonado con el IX Premio Tiflos de Novela y el III Premio Rafael Pérez Estrada de Poesía.
En su obra Las propiedades del cristal desarrolla un espacio virtual que integra poesía y videoarte.

## Obras
- Sal; Madrid, Ed. Vitruvio, (2001). 64 páginas, ISBN 84-89795-33-9.
- Señas de identidad: Una selección de poesía belga en francés; Madrid, Ed. Vitruvio, (2004). 246 páginas, ISBN 84-89795-92-4.
- La pieza; relatos, Madrid, Editorial Nostrum, (2004). 140 páginas, ISBN 84-933264-1-0.
- Las propiedades del cristal; III Premio Rafael Pérez Estrada; Madrid, Ed. Vitruvio, (2006). 110 páginas, ISBN 84-96312-79-8.
- Canto Rodado; IX Premio Tiflos de Novela, Madrid, Editorial Castalia, (2007). 280 páginas, ISBN 84-9740-230-8.